# 和製漢字
和製漢字（わせいかんじ）とは、中国から伝来した漢字ではなく、日本で作られた漢字体の文字を指し、国字、和字、倭字、皇朝造字などとも呼ばれる。
また、日本製の漢字を国字という言葉で表すようになったのは、江戸期に編纂された研究書『同文通考』および『国字考』で用いられてからである。

## 音読み
和製漢字の作成方法は、漢字の「六書」の造字ルールのうち「会意」または「形声」によっており、ほとんどは会意文字であり音読みは持たないことが多い。しかし、音読みが全く無い訳ではなく、少数だが音読みしかない字もある（「鱇(コウ)」「腺(セン)」「鋲(ビョウ)」など）。音読みが無いと熟語をつくるときに不便な場合は、漢字から部首を除いた部分の読み方を音読みとしている。「働」では、右側の動という字を「どう」と読むため、「働」の音読みを「どう」としたり、「搾」では、右側の窄という字を「さく」と読むため、「搾」の音読みを「さく」としている。

## 和製漢字の例
| 和製漢字 | 訓読み                 | 音読み | 備考 |
| -------- | ---------------------- | ------ | --- |
| 峠:4-1   | とうげ                 | -      | 1484年成立『温故知新書』に「峠」の字がみえる。台湾では旁を「卡」に作る「𡶛」が多い（例：寿峠（壽峠）→壽𡶛）。 |
| 辻:4-6   | つじ                   | -      | 『小右記』(11世紀)にすでに「辻」の字が見られる。『字統』では、逵の意の国字としている。平安初期は「つむじ」といった。中国の『新華字典』に「日本漢字」としてshí（「十」と同音）の読みを収載。 |
| 笹:4-4   | ささ                   | -      | 字訓「ささ」は本来「篠」（しの）で表記 |
| 榊:4-2   | さかき                 | -      | 『日本書紀』、『万葉集』では「賢木」が使われ、901年に完成した『新撰字鏡』には「榊」の字が確認できる。 |
| 腺       | -                      | セン   | 宇田川玄真による造字。中国の『新華字典』にxiàn（「線」と同音）と収載、生物学・医学などの領域に一般的に使用される。 |
| 栃:4-2   | とち                   | ‐      | トチは日本原産の植物であり、「杤」とも書かれている。「厲」を「厉」に、「勵」を「励」に、「礪」を「砺」に、「蠣」を「蛎」に略されることから、栃は国字でなく櫔の略字だと誤認されることがあるが、栃の右は厉と一画目が異なる。 |
| 畠:4-4   | はたけ                 | -      | 国字でない可能性がある。独自に「ハク」と音読する場合あり。 |
| 畑:4-4   | はたけ                 | -      | 日本の国字としては火と田の会意字。中国の『新華字典』にtián（「田」と同音）と収載。またベトナム語（チュノム）では火を意符、田を音符とする形声字としてđènと読み、ランプのことをさす。 |
| 匂       | にお（う）・にお（い） | -      | 『類聚名義抄』には、匀の別字として収載。近代においても、例えば芥川龍之介の『蜘蛛の糸』では、「何とも云えない好い匀」と使用例がある。 |
| 凪:4-1   | なぎ・な（ぐ）         | -      | 『同文通考』が国字として紹介している。 |
| 凧:4-1   | たこ                   | -      | 1767年刊の黄表紙『春霞清玄凧』や1778年刊の黄表紙『職介凧始』など作品のタイトルに用いられている。 |
| 凩:4-1   | こがらし               | -      | 妙本寺蔵永禄二年写『いろは字』に出てくる。 |
| 俣:4-1   | また                   | -      | 中国の漢詩に「俁」の異体字としてyǔと読む例がある。 |
| 枠       | わく                   | -      | 「椊」（ソツ・スイ、ほぞ）は別字 |
| 込:4-6   | こ（む）・こ（める）   | -      | |
| 躾:4-6   | しつ（ける）・しつけ   | -      | 1474年頃写『文明本節用集』にすでに見られる。 |
| 働:4-1   | はたら（く）           | ドウ   | 中国語での文語的表現は「動（动）」を使用 |
| 搾       | しぼ（る）             | サク   | 「榨」の異体字。国字とは言い難い。 |
| 錻       | ぶりき                 | ブ     | 「錻力」でもぶりき |
| 襷:4-5   | たすき                 | -      | 国字でない可能性がある。 |
| 辷:4-6   | すべ（る）             | -      | |
| 糀:4-4   | こうじ                 | -      | 明治時代に米麹に対して作成された国字とされる。 |
| 樫:4-3   | かし                   | -      | 中国では、「青岡」または「青剛櫟」と称して1文字の表記はない。 |
| 鱈:4-9   | たら                   | セツ   | 国字だが、現代中国語に取り込まれ、xuě（「雪」と同音）と読んで一般的に使用される。 |
| 萩       | はぎ                   | -      | |
| 粁       | キロメートル           | -      | 明治時代に気象台により考案されたメートル法単位の国字。「メートル」を当て字で「米突」として先頭の「米」を取ったもので、「米」のみで「メートル」と読む。同様の国字には粨（ヘクトメートル）・籵（デカメートル）・糎（センチメートル）・粍（ミリメートル）があり、また「粉」にも国訓として「デシメートル」が当てられた。これらは中国でも用いられたことがあったが、現代はほぼ使われていない。           |
| 瓩       | キログラム             | -      | 「グラム」を当て字で「瓦蘭姆」として先頭の「瓦」を取ったもので、「瓦」のみで「グラム」と読む。同様の国字には瓸（ヘクトグラム）・瓧（デカグラム）・瓰（デシグラム）・甅（センチグラム）・瓱（ミリグラム）がある。中国では、「瓦」はワットを表し、グラムには「克」の字を当てているため、それに合わせて「兛」（キログラム）、「兞」（ミリグラム）といった漢字が作られたが、現代はほぼ使われていない。 |
| 竏       | キロリットル           | -      | 「リットル」を当て字で「立突」・「立脱耳」として先頭の「立」を取ったもので、「立」のみで「リットル」と読む。同様の国字には竡（ヘクトリットル）・竍（デカリットル）・竕（デシリットル）・竰（センチリットル）・竓（ミリリットル）があり、これらは中国でも用いられたことがあったが、現代はほぼ使われていない。                                                                                       |

## 通用範囲
和製漢字の多くは日本でのみ通用する（例えば、「労働」は中国と韓国での文語的表現では「勞動」、簡体字では「劳动」となり、「働」の字は使われず、現代では口語的用法である「工作」となる）が、「腺」「鱈」など、一部の文字は、明治以後に科学や近代社会に関係する概念が日本語から中国語などへ翻訳された関係、または日本が一時期統治した関係で、今でも中国大陸・台湾など他の漢字文化圏で使われている。
また姓名・地名に関わる漢字は中国語圏でも和製漢字のまま表記されることが多いが、場合によっては似たような字で代用されることもある。例えば、栃木県→枥木县（「枥」は「櫪」の簡体字）、綾辻行人→綾十行人、辻希美→过希美（「过」は「過」の簡体字）など。
和製漢字のままの字体で使われる場合は、部首を除いた部分の部品を中国語で読むか、同様の形声字の読みを用いるのが普通である。例えば、「辻」は「十」の読みである「shí」と読まれ、「辷」は「一」の読みである「yī」と読まれ、「腺」は「線」と同じく「xiàn」と読まれる。同様に、朝鮮語においても和製漢字を用いた単語を朝鮮語読みする場合は、部首を除いた部分の部品を朝鮮語で読むか、同様の形声字の読みを用いる場合が多い。

## 電算処理
現代日本語として常用される和製漢字は、JIS X 0208に組み入れられ、それを取り込んだUnicodeにも収録されているため、電算処理や通信に使うことが可能となっている。しかし、菅原義三の『国字の字典』に収録の字をみても、まだ各種のJISやUnicodeなどの文字コードに未収録の字も多く存在する。

## 国字についての議論
日本の国字にあたるものは海外にもあり、朝鮮における朝鮮製漢字やベトナムのチュノムなどがある。また広義の国字については諸説あり、「圕」という字は「としょかん」という日本で中国人の杜定友が作った字であるが、これを含めるかどうかなど考える必要がある。また、略字においても、日本で中国と異なる略し方をした場合を含めるかなども問題となる。例えば、「鹽」の略字「塩」（新字体）は日本の略し方で、中国大陸では用いない（中国簡体字は「盐」）が、台湾では用いられる。